# Michael Winterbottom
Michael  Winterbottom (n. 29 martie 1961) este un prolific regizor britanic de film, care are în palmares 70 de pelicule. Și-a început cariera la Televiziunea britanică, de unde a putut să avanseze în cariera sa. Trei dintre filmele sale au fost nominalizate la Festivalul de Film de la Cannes, pentru premiul Palme d'Or, Welcome to Sarajevo, Wonderland și 24 Hour Party People.

## Biografie
S-a născut în Blackburn, Lancashire. A urmat cursurile Oxford și Bristol, iar începutul carierei sale a fost în televiziune, cu episoade pilot ale diverselor serialelor celebre, printre care Cracker, două documentare despre Ingmar Bergman. A mai regizat un mini seriale - Familia, scris de Roddy Doyle. Însă această miniserie l-a adus pe Winterbottom în atenția publicului pentru că serialul capta cate un personaj al clasei muncitorești, vorbind despre viața sa și riscurile la care se expune.